# Delia pacifica
Delia pacifica är en tvåvingeart som beskrevs av Griffiths 1993. Delia pacifica ingår i släktet Delia och familjen blomsterflugor.
Artens utbredningsområde är British Columbia. Inga underarter finns listade i Catalogue of Life.